# Lftp
LFTPは、UNIXおよびUnix系システム向けのコマンド行ファイル転送プログラム（FTPクライアント）の1つ。Alexander V. Lukyanov が開発し、GNU General Public License でリリースされている。
FTPだけでなく、プロトコルを含んだURLの指定でFTPS、HTTP、HTTPS、HFTP、FISH、SFTPも使える。特に便利な機能は、FXP（クライアントを経由せずに、2つのFTPサーバ間でデータを転送させるプロトコル）をサポートしている点である。
ディレクトリツリーの再帰的ミラーリング、ロケーションのブックマークとダウンロード再開といったFTPクライアントとして以外にも、いろいろ高い機能をもつ。転送を後で実行するようにスケジュールでき、帯域幅を制限でき、転送キューを設定でき、シェル風のジョブコントロール機能をサポートしている。対話的に使う以外に、スクリプトでも利用できる。

## 歴史
LFTPは当初、ftpclassパッケージの一部として開発された（1996年8月1日 relcom.tcpip で発表）。その後高機能化していき、1997年2月にはパッケージ名をLFTPに変更した。当初の開発目標は、堅牢かつ自動的な転送再開機能と複数ファイルの同時並行転送およびプロトコルパイプライニングによる転送高速化であった。少し後になってミラーリング機能が追加された。